# Association foncière pastorale
Pour les articles homonymes, voir Association foncière et AFP (homonymie).
 (décembre 2023).
Si vous disposez d'ouvrages ou d'articles de référence ou si vous connaissez des sites web de qualité traitant du thème abordé ici, merci de compléter l'article en donnant les références utiles à sa vérifiabilité et en les liant à la section « Notes et références ».
 (décembre 2023).
La mise en forme du texte ne suit pas les recommandations de Wikipédia : il faut le « wikifier ».
Les points d'amélioration suivants sont les cas les plus fréquents. Le détail des points à revoir est peut-être précisé sur la page de discussion.
- Les titres sont pré-formatés par le logiciel. Ils ne sont ni en capitales, ni en gras.
- Le texte ne doit pas être écrit en capitales (les noms de famille non plus), ni en gras, ni en italique, ni en « petit »…
- Le gras n'est utilisé que pour surligner le titre de l'article dans l'introduction, une seule fois.
- L'italique est rarement utilisé : mots en langue étrangère, titres d'œuvres, noms de bateaux, etc.
- Les citations ne sont pas en italique mais en corps de texte normal. Elles sont entourées par des guillemets français : « et ».
- Les listes à puces sont à éviter, des paragraphes rédigés étant largement préférés. Les tableaux sont à réserver à la présentation de données structurées (résultats, etc.).
- Les appels de note de bas de page (petits chiffres en exposant, introduits par l'outil «  Source ») sont à placer entre la fin de phrase et le point final[comme ça].
- Les liens internes (vers d'autres articles de Wikipédia) sont à choisir avec parcimonie. Créez des liens vers des articles approfondissant le sujet. Les termes génériques sans rapport avec le sujet sont à éviter, ainsi que les répétitions de liens vers un même terme.
- Les liens externes sont à placer uniquement dans une section « Liens externes », à la fin de l'article. Ces liens sont à choisir avec parcimonie suivant les règles définies. Si un lien sert de source à l'article, son insertion dans le texte est à faire par les notes de bas de page.
- La présentation des références doit suivre les conventions bibliographiques. Il est recommandé d'utiliser les modèles {{Ouvrage}}, {{Chapitre}}, {{Article}}, {{Lien web}} et/ou {{Bibliographie}}. Le mode d'édition visuel peut mettre en forme automatiquement les références.
- Insérer une infobox (cadre d'informations à droite) n'est pas obligatoire pour parachever la mise en page.

Pour une aide détaillée, merci de consulter Aide:Wikification.
Si vous pensez que ces points ont été résolus, vous pouvez retirer ce bandeau et améliorer la mise en forme d'un autre article.
L’Association foncière pastorale (AFP) est un regroupement de propriétaires de terrains (privés ou publics) constitué sur un périmètre agro-pastoral et accessoirement forestier, dans le but d’assurer ou de faire assurer la mise en valeur et la gestion des fonds inclus dans le périmètre constitué.
Une Association foncière pastorale peut être de 2 types :
- autorisée, c'est-à-dire créée par arrêté préfectoral et dans ce cas, c'est un établissement public ;
- libre, c'est-à-dire non soumise à la tutelle de l'administration, et de droit privé ;

Face à la complexité foncière, au multiusage et aux diverses pressions qui s’exercent sur l’espace montagnard, l’AFP
constitue un outil unique pour la gestion intégrée de l’espace pastoral et forestier, mais aussi pour la gestion de l’eau, de l’environnement et de la fréquentation touristique.
L’AFP constitue également un cadre adapté pour l’installation agricole en zone difficile.

## Rôle et missions d’une AFP
L’association foncière pastorale est une personne morale constituée entre des propriétaires de terres pastorales, de terrains boisés en zones de montagne ou défavorisées. Ce sont des associations syndicales. Elle a pour objet de :
- favoriser le regroupement, l’aménagement, l’entretien des fonds qui la constituent ;
- contribuer au maintien, au développement de la vie rurale.

Les AFP peuvent être libres (constituées avec le consentement unanime des associés), autorisées par un arrêté préfectoral sous le contrôle de l’administration (elles constituent des établissements publics) voir constituées d'office.
Les AFP vont principalement assurer ou faire assurer :
- les travaux nécessaires à l’amélioration, l'entretien ou la protection des sols (clôtures, abreuvoirs, dessertes, défrichements …) ;
- la mise en valeur et la gestion des fonds en lieu et place des propriétaires adhérents (location par conventions pluriannuelles de pâturage à des groupements pastoraux ou des éleveurs).

## Intérêt de créer une AFP
L’AFP est un outil efficace pour lutter contre le morcellement foncier qui rend difficile sinon impossible, la mise en valeur de certains territoires et le contrôle de la végétation.
L’AFP facilite la sauvegarde et la valorisation d’un foncier qui ne pourrait l’être de manière individuelle.
Les exploitants ou autres gestionnaires de l’espace ne s’adressent alors qu’à un seul interlocuteur foncier plutôt qu’à une multitude de propriétaires.
L’association peut permettre d’intéresser l’ensemble des propriétaires aux différents usages de l’espace compris dans le périmètre syndical : agro-pastoralisme, forêt, eau, zones écologiquement remarquables, chasse, tourisme « doux »…
L’AFP a capacité à être maître d’ouvrage collectif, par délégation des propriétaires pour réaliser différents types de travaux, rassembler les aides des financeurs publics correspondants et éventuellement emprunter.
L’association peut organiser une veille foncière et intervenir en cas de vente, avec l’appui de la Société d'aménagement foncier et d'établissement rural (SAFER). Sous certaines conditions les propriétaires inclus dans le périmètre peuvent bénéficier d’un dégrèvement fiscal de l’impôt foncier.

## Textes de loi régissant les AFP
Les dispositions applicables aux AFP sont celles de l’ordonnance n° 2004-632 du 1er juillet 2004 relative aux associations syndicales de propriétaires et de son décret d’application.